# Dani Clos
Daniel Clos Álvarez, conegut com a Dani Clos   (Barcelona, 23 d'octubre de 1988), és un pilot d'automobilisme català que competeix a la GP2 Series per Racing Engineering, equip que va guanyar el campionat de conductors amb Giorgio Pantano el 2008.

## Trajectòria esportiva

### Karting
S'inicià al món del kàrting el 1997. Primer va començar a competir en campionats de Catalunya i més endavant, en campionats a nivell estatal, registrant resultats reeixits. A nivell europeu, va aconseguir el trofeu Andrea Margutti.

### Fórmula Junior 1600 Espanya
El seu salt als monoplaces es va presentar el 2004, en el campionat de Formula Junior 1600. Clos es va adaptar al monoplaça molt bé amb un palmarès d'una victòria i quatre podis en tot el campionat. Va finalitzar el campionat en una quarta posició ben consolidada, per darrere de Michael Herck, Marco Barba i Arturo Llobell.

### Fórmula 3 Euroseries
Després del títol, Dani va fer el pas a la Fórmula 3 Euroseries amb Signature-Plus per a la temporada 2007. Clos va participar en la temporada 2008 de la Fórmula 3 Series, aquest cop amb l'equip Prema Powerteam.

### Formula Renault 3.5 Series
Clos va fer el seu debut a la Formula Renault 3.5 Series al circuit de Le Mans amb Epsilon Euskadi, rellevant a Adrián Vallés, el qual estava ocupat conduint el cotxe Liverpool F.C. a la Superleague Formula a Zolder. En aquesta primera carrera a Le Mans, va passar de començar a la 20a posició de la graella, a finalitzar a la desena, aconseguint un punt del campionat. També va aconseguir el punt extra per fer el major progrés durant la carrera, amb les deu posicions. Va continuar en el series a l'Autódromo Internacional do Algarve, aconseguint un punt per classificar-se tercer del seu grup. El seu millor resultat del cap de setmana va ser una novena posició; també va tenir un accident amb el seu company d'equip Chris van der Drift. Va ser reemplaçat per Keisuke Kunimoto després de les dues curses.

### GP2 Series

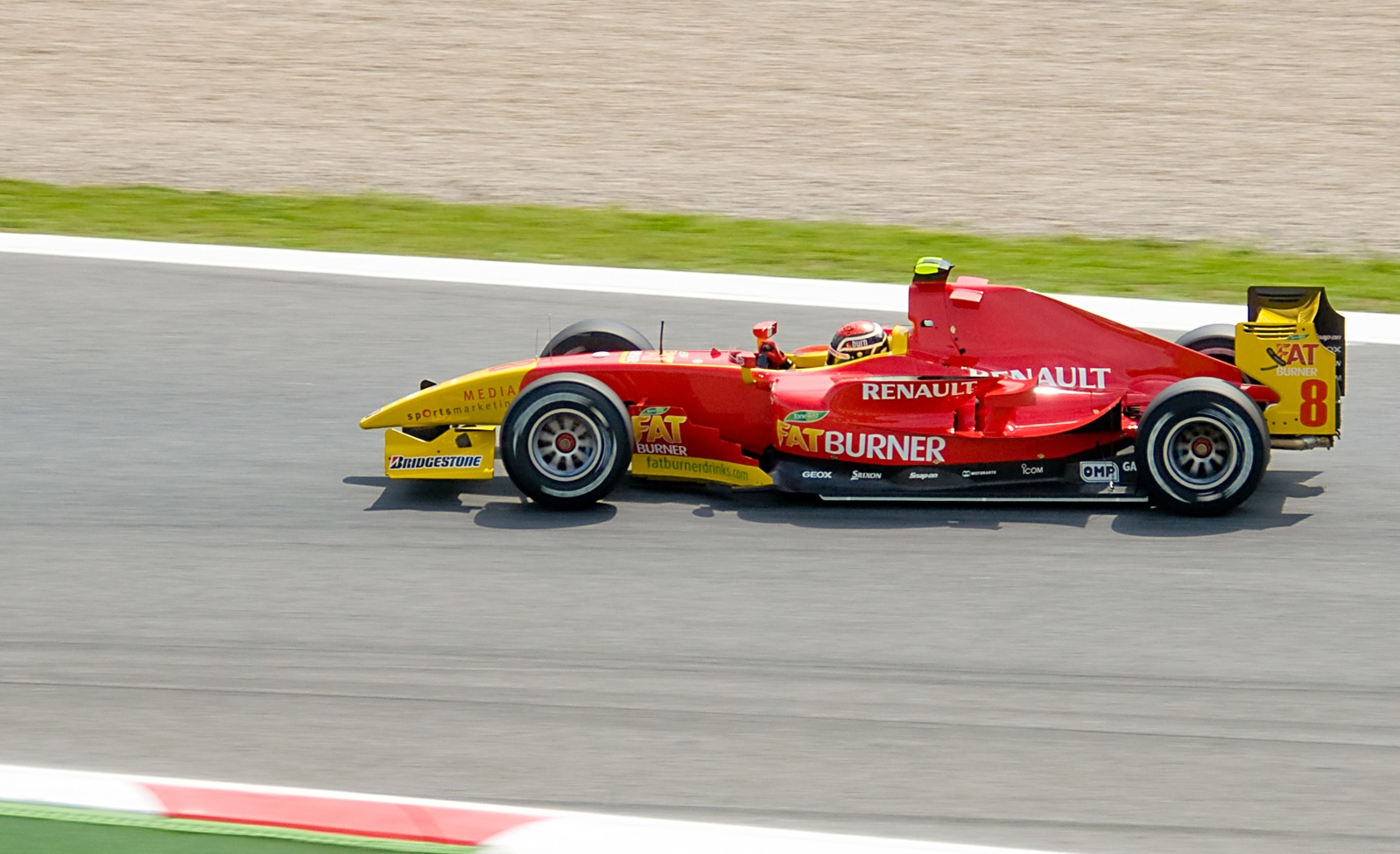
Clos conduint per Racing Engineering al Circuit de Catalunya en la Temporada 2009 de GP2 Series.

Després de fer proves tant per equips de GP2 Series com de la Formula Renault 3.5 Series, va firmar contracte per l'equip Racing Engineering per a la temporada 2009 de GP2 Series el 8 de febrer de 2009. A l'última carrera a l'Autódromo Internacional do Algarve, va aconseguir el seu primer podi (3è) i els seus primers punts, finalitzant la temporada 21è a la classificació general. Fora de temporada, va participar en dues rondes de la GP2 Asia Series per Trident Racing. Clos va continuar corrent per l'escuderia Racing Engineering durant la temporada 2010.
Durant la temporada 2010 del GP2 Series, es va convertir en un contendent regular el 2010, on sumava punts carrera rere carrera; va haver d'abandonar només en una ocasió a la cursa de Mònaco. Va guanyar la seva primera cursa en la categoria de GP2 a Turquia, i en la carrera a Hungaroring va ocupar la tercera posició en la classificació general. En la cursa del campionat a Bèlgica, va patir una vèrtebra comprimida a la feature race, que li impedí prendre part a l'sprint race. Finalment, va acabar la temporada en quarta posició a la general amb 51 punts.

### Fórmula 1
Clos ha treballat com a pilot de proves en diverses ocasions per l'equip WilliamsF1; el primer cop va ser el setembre de 2008 quan va participar en una jornada de proves al Circuit de Jerez. Va repetir l'experiència el desembre de 2008 en el mateix circuit, en un nova jornada de proves. Després de fer un gran test en el test de joves pilots, l'endemà de la cursa d'Abu Dhabi, l'equip Hispania Racing, va plantejar-se tindre a Dani Clos com a pilot oficial, i fer realitat el somni de molts seguidors espanyols, de tindre dos pilots espanyols (catalans), en un equip espanyol, però després que se'ls hi presentés l'oportunitat de seleccionar a l'indi Kartikeihan, que portava un gran sac de calers, patrocinadors, etc. van decidir decantar-se del costat del pilot indi, però sense oblidar-se d'en Dani, van decidir fitxar al pilot català com a pilot de proves, seguint competint a la GP2, i participant en tots els entrenaments lliures que pugui.